# NGC 1396
NGC 1396 је елиптична галаксија у сазвежђу Пећ која се налази на NGC листи објеката дубоког неба.
Деклинација објекта је - 35° 26' 23" а ректасцензија 3h 38m 6,5s. Привидна величина (магнитуда) објекта NGC 1396 износи 13,8 а фотографска магнитуда 14,8. NGC 1396 је још познат и под ознакама FCC 202, PGC 13398.